# Equipamento de proteção individual

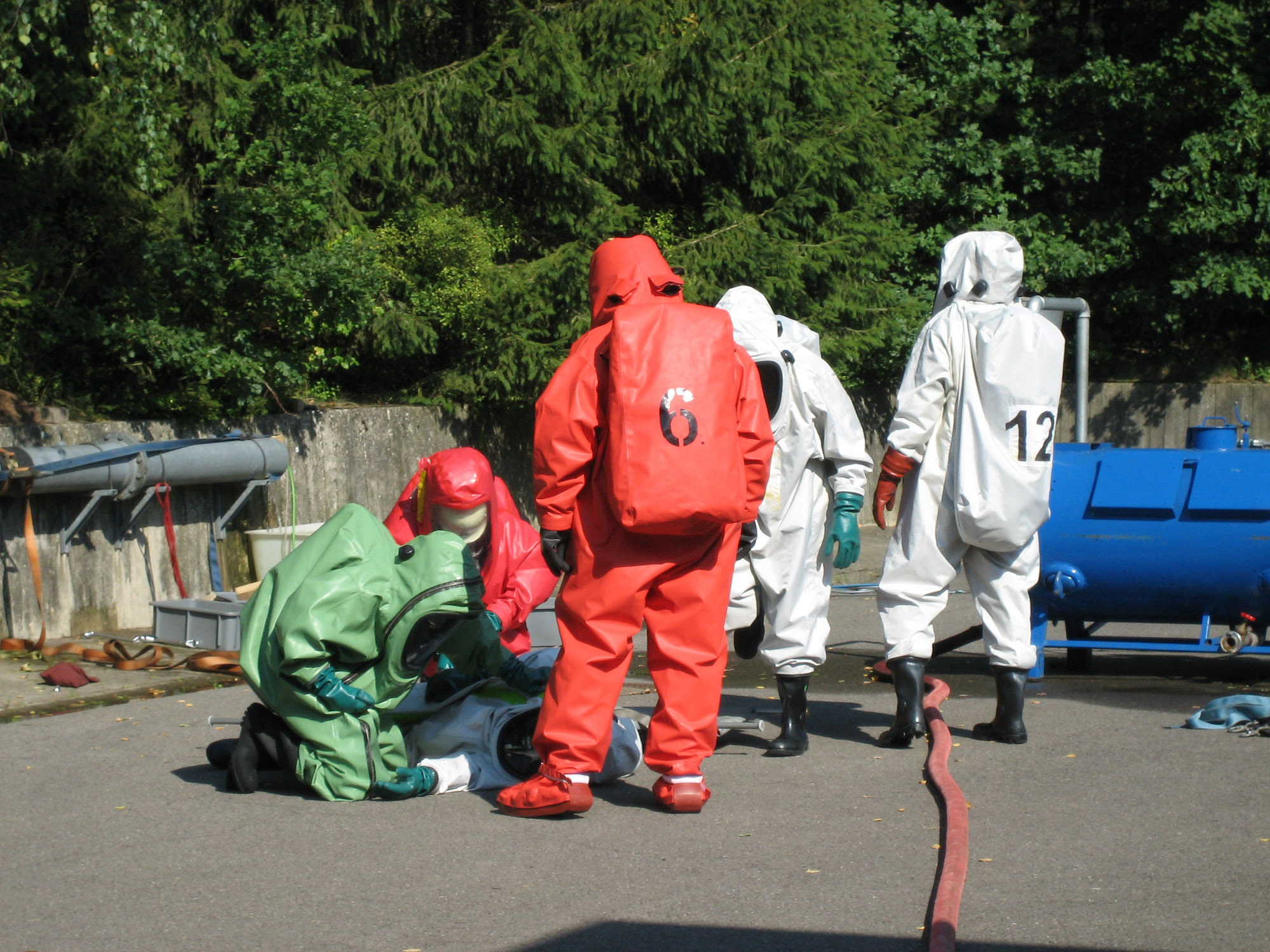
Roupas para manuseio de produtos químicos

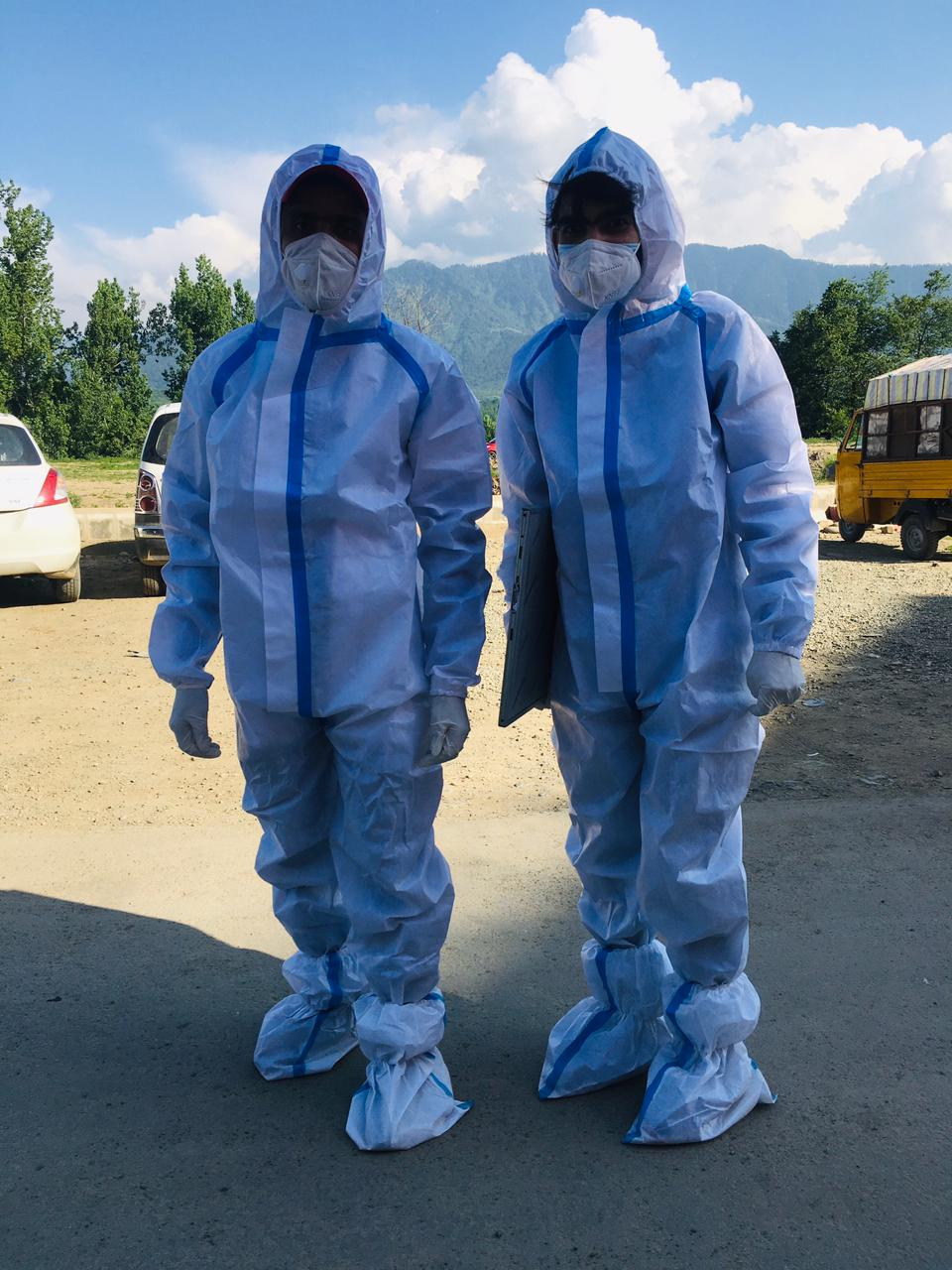
Médicos utilizando vestimentas de proteção individual durante a pandemia de COVID-19

Equipamento de proteção individual (EPI) é qualquer meio ou dispositivo destinado a ser utilizados por uma pessoa contra possíveis riscos ameaçadores da sua saúde ou segurança durante o exercício de uma determinada atividade. Um equipamento de proteção individual pode ser constituído por vários meios ou dispositivos associados de forma a proteger o seu utilizador contra um ou vários riscos simultâneos. O uso deste tipo de equipamentos só deverá ser contemplado quando não for possível tomar medidas de controles de engenharia e controles por meio de procedimentos organizacionais, que permitam eliminar os riscos do ambiente em que se desenvolve a atividade.
Esses equipamentos de proteção sempre foram usados nas áreas de trabalho que viam a necessidade, mas após a covid-19 o cuidado aumentou mais ainda. Os serviços, cuja utilização de EPI se faz necessária apresenta normas próprias, porém a padronização para descartar após o uso é a mesma praticamente.

## Normativas europeias (aplicáveis em Portugal)

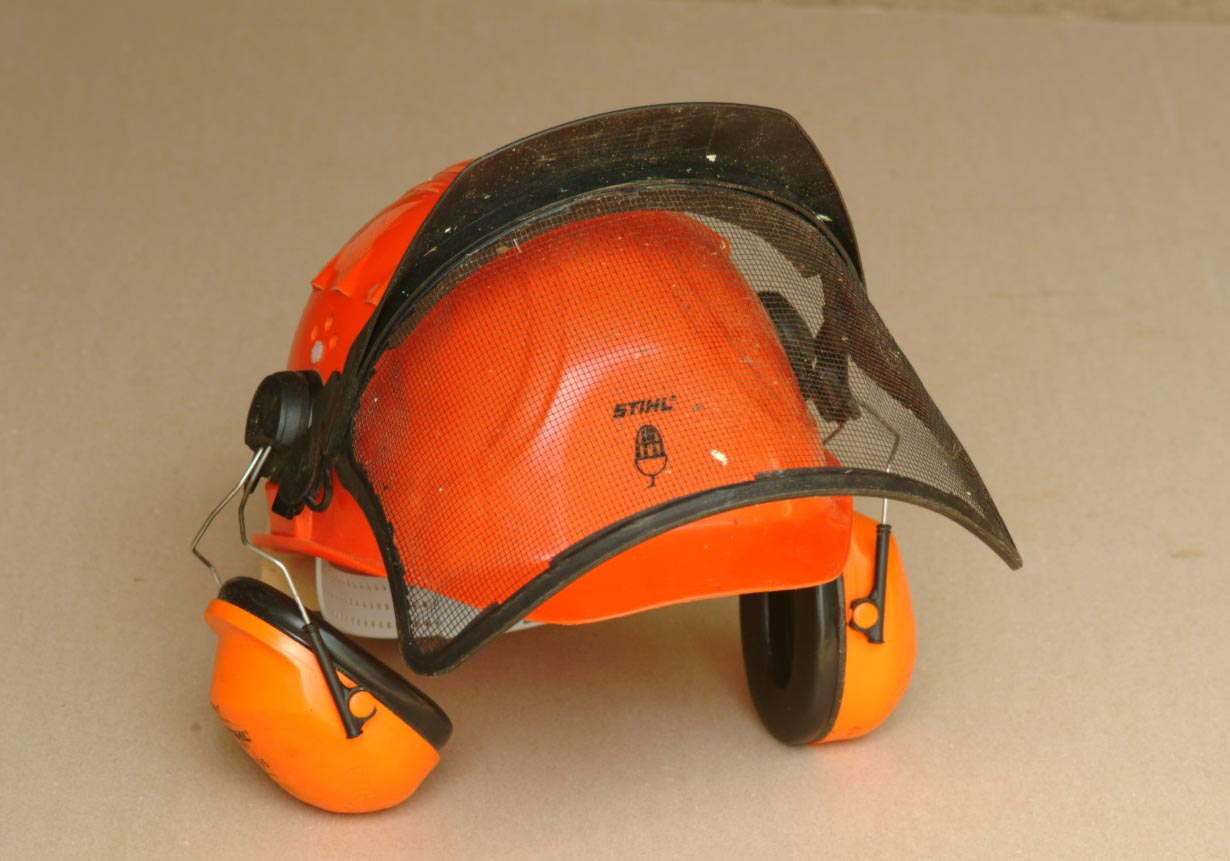
Capacete com viseira e protetor auricular

Na União Europeia este tipo de equipamentos está abrangido pelas seguintes directivas:
- Directiva 89/686/CEE, de 21 de Dezembro, modificada pelas directivas
  - 93/68/CEE
  - 93/95/CEE
  - 96/58/CE

Em Portugal estas directivas foram transpostas para a legislação nacional através dos seguintes diplomas legais:
- Decreto-Lei 128/93, de 22 de Abril;
- Decreto-Lei 348/93, de 14 de Novembro;
- Portaria 1131/93, de 4 de Novembro;
- Decreto-Lei 139/95, de 14 de Junho;
- Portaria 109/96, de 10 de Abril;
- Portaria 695/97, de 19 de Agosto;
- Decreto-Lei 374/98, de 24 de Novembro.

## Normativas brasileiras

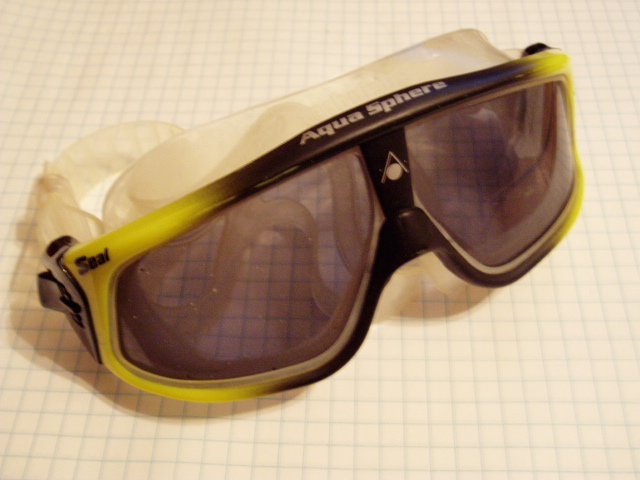
Óculos de proteção

No Brasil, a legislação básica sobre EPI é a Norma Regulamentadora No. 6 (Equipamento de proteção individual), aprovada pela Portaria GM n.º 3.214, de 08 de junho de 1978 06/07/78 e atualizada por diversas portarias subsequentes.
O órgão público responsável pela regulamentação das normas sobre os EPIs é o MTE Ministério do Trabalho e Emprego. Atualmente vários outros órgãos auxiliam na auditoria e na concessão de CAs - Certificados de Aprovação.

## Tipos de EPI

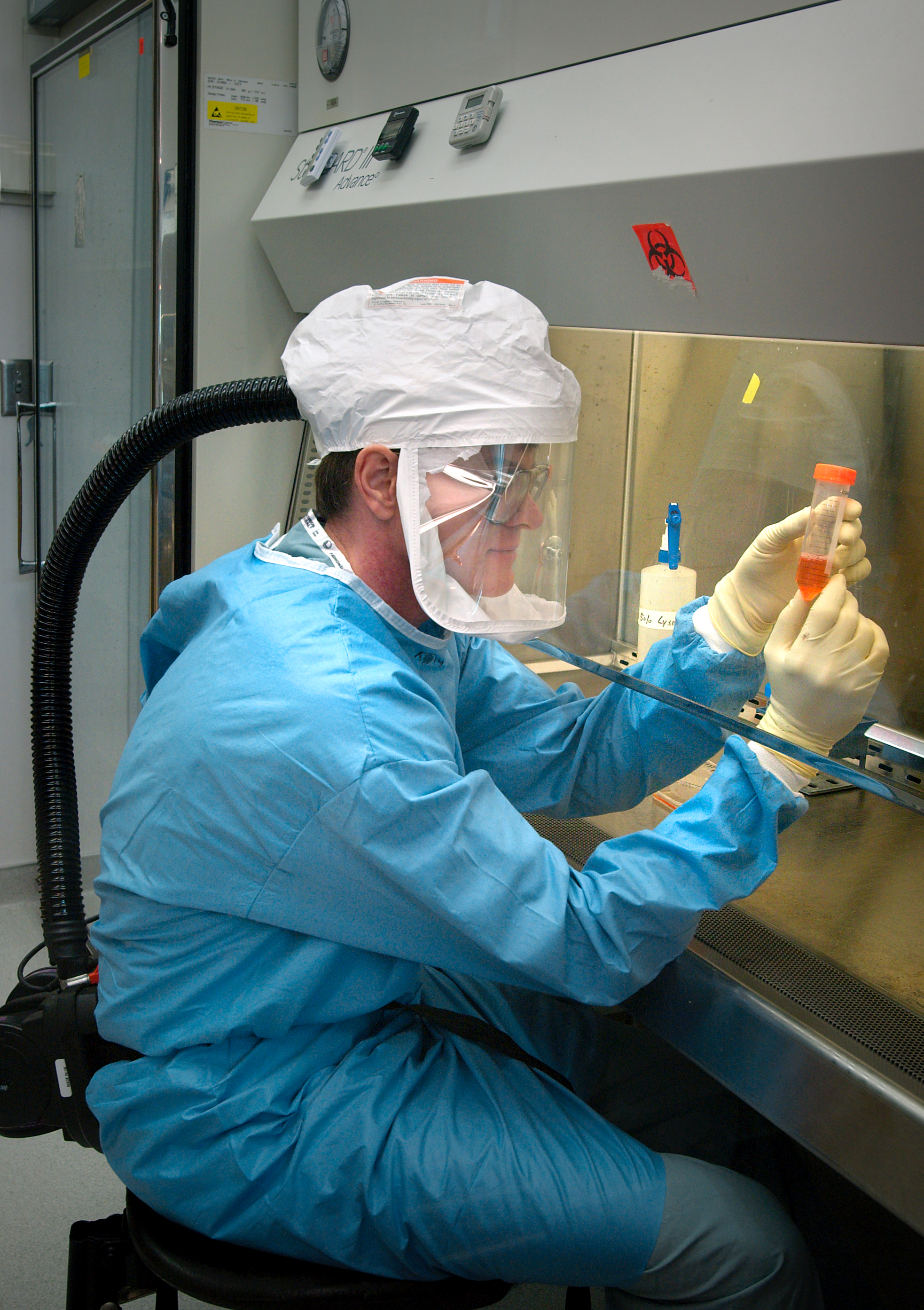
Máscara facial com insuflamento de ar

Os EPI podem dividir-se em termos da zona corporal a proteger:
- Proteção da cabeça
  - Capacete
- Proteção auditiva
  - Abafadores de ruído (ou protetores auriculares) e tampões / plugues
  - Abafadores de ruído de alta eficiência Thunder Honeywel

Os protetores auriculares, conhecidos também por dispositivo de proteção auditiva, têm por finalidade diminuir os riscos existentes no ambiente e prevenir possíveis doenças ocupacionais, protegendo o indivíduo, externamente, de elementos como frio, intrusão por água e outras condições ambientais, detritos ou especificamente contra ruído,
 utilizado nesse aspecto, na prevenção da perda auditiva induzida por ruído (PAIR) que ocorre devido a exposição a elevados níveis de pressão sonora, como é o caso da exposição ocupacional.
- Proteção respiratória
  - Máscaras; aparelhos filtrantes próprios contra cada tipo de contaminante do ar, evitando a contaminação: gases, aerossóis por exemplo.
  - Respiradores faciais completo
  - Respiradores semifaciais
  - Respiradores descartáveis dobráveis
  - Respiradores semi-descartáveis
- Proteção ocular e facial
  - Óculos, máscaras e face shield (protetores faciais)
- Proteção de mãos e braços
  - Luvas, feitas em diversos materiais e tamanhos conforme os riscos contra os quais se quer proteger: mecânicos, químicos, biológicos, térmicos ou elétricos.
- Proteção de pés e pernas
  - Sapatos, coturnos, botas, tênis, apropriados para os riscos contra os quais se quer proteger: mecânicos, químicos, elétricos e de queda
- Proteção contra quedas
  - Cinto de segurança, sistema anti-queda, arnês, cinturão, mosquetão.
- Proteção do tronco
  - Avental - devem ser de manga longa, punhos de malha ou elástico
  - Mangotes